# Ернст Фелле
Ернст Фелле (нім. Ernst Felle, 26 квітня 1876 — 23 квітня 1959) — німецький академічний веслувальник.
Бронзовий призер Олімпійських Ігор 1900 року в складі розпашної четвірки зі стерновим B.